# Majosháza
Majosháza è un comune dell'Ungheria di 1.240 abitanti (dati 2001) situato nella contea di Pest, nell'Ungheria settentrionale.